# Asura discocellularis
Asura discocellularis är en fjärilsart som beskrevs av Embrik Strand 1912. Asura discocellularis ingår i släktet Asura och familjen björnspinnare. Inga underarter finns listade i Catalogue of Life.